# Montélimar
Montélimar è un comune francese di 40 969 abitanti situato nel dipartimento della Drôme della regione dell'Alvernia-Rodano-Alpi. È famosa in Francia per il nougat, un torrone bianco e per la coltivazione su larga scala di lavanda.

## Geografia fisica
Montélimar è situata nella media valle del Rodano alla confluenza dei fiumi Jabron e Roubion sui promontori di Géry e di Narbonne da dove si controlla tutta la Valle del Rodano.
È una città turistica alle porte della Provenza, nelle vicinanze si trovano le Gorges de l'Ardèche e sorge ai piedi del Vercors.
Si trova a 42 minuti da Valence, 1h00 da Avignone, 1h30 da Lione e dalle Alpi, da Marsiglia, da Grenoble, da Montpellier e dal Mediterraneo.
Montélimar è alle porte settentrionali della Provenza ed il suo ecosistema mescola i tratti del Delfinato e della Provenza.

## Storia

### Preistoria
La presenza umana nell'insediamento di Montélimar è molto antica. Le prime tracce sono un insieme di selci scheggiate che risalgono a 50000 anni fa.
Il sito di Gournier è frequentato da 6000 anni (Mesolitico).

### Antichità
Dopo l'arrivo dei Celti, Montélimar diviene territorio dei Ségovéllaunes. La capitale di questo popolo celta si trovava sui due promontori della città.
Nel I secolo a.C., sotto l'influenza romana, l'insediamento di Géry (in latino: Durio) viene progressivamente abbandonato a favore del sito corrispondente all'attuale centro cittadino. La città cambia nome: è infatti associata ad Acunum, la mansio cresciuta nei pressi del ponte sul Roubion, indicata nella tabula Peutingeriana.
Lo sviluppo urbano è condizionato dalla presenza della Via Agrippa. A Montélimar sorgono un foro, una basilica e delle terme. La cittadina è alimentata dal punto di vista idrico da tre acquedotti che servono anche lo stabilimento termale di Bondonneau, di cui sono noti dei resti.
Nell'età delle grandi migrazioni la città subisce importanti trasformazioni dividendosi in due parti.

### Medioevo
Nell'altomedioevo la regione di Montélimar passò di mano in mano (regno dei Burgundi, regno Franco, reame di Provenza). Quando la Contea di Tolosa venne annessa dai re di Francia, la sua zona al di là del Rodano, compresa Montélimar, divenne soggetta a varie signorie tra le quali la Chiesa e la Contea di Valentinois.
Alla fine dell'XI secolo, si vede comparire la Famiglia Adhémar de Monteil, che poco a poco assume potere nella regione. Guillaume-Hugues d'Adhémar è il primo signore di Montélimar ("signore di Monteil"): è il fratello di Ademaro di Monteil, vescovo di Puy e legato del papa nella prima crociata. La famiglia governerà Montélimar fino al XIII secolo. I nobili d'Adhémar fanno costruire i propri palazzi (XII secolo) sul promontorio di Narbonne al posto di un'antica fortificazione.
A metà del XII secolo, la città della famiglia d'Adhémar è ricordata come "Monteil des Aimar". La forma definitiva data al 1328.
Nel 1365 una parte della città (che è una cosignoria) passa sotto il controllo del papa, che fa rinnovare il palazzo signorile e le mura. Successivamente i papi, cedono la loro cosignoria, ottenendo in cambio di rafforzare altri possedimenti nel contado Venassino.
Nel 1447 il Delfino, il futuro Luigi XI diviene signore della villa e del castello.

### Simboli
Lo stemma è presente nell'Armorial Général de France del 1696.

## Società

### Evoluzione demografica
Abitanti censiti

## Amministrazione

### Gemellaggi
- Racine (Wisconsin), dal 1956
- Rivoli, dal 1964
- Ravensburg, dal 1964
- Aberdare, dal 1995
- Nabeul, dal 2001
- Malalbergo, dal 2008